# Рехтайд Рігдерг
Рехтайд Рігдерг (ірл. — Rechtaid Rígderg) — Рехтайд Червоний Король — верховний король Ірландії. Час правління: 461–441 до н. е. (згідно з «Історією Ірландії» Джеффрі Кітінга) або 654–634 до н. е. (відповідно до «Хроніки Чотирьох Майстрів»). Син Лугайда Лайгдеха (ірл. — Lugaid Laigdech). Прийшов до влади після вбивства своєї попередниці — верховної королеви Ірландії Махи Рудоволосої (ірл. — Macha Mong Ruad), що була дочкою вбивці його батька Аеда Руада (ірл. — Áed Rúad) — звичай кровної помсти. Правив Ірландією протягом 20 років. Був вбитий Угайне Великим — прийомним сином Махи Рудоволосої та її чоловіка Кімбаеха. «Книга Захоплень Ірландії» синхронізує його правління з часом правління Птолемея I Сотера в Єгипті (323–283 до н. е.), що сумнівно.